# Biologia evolutiva del desenvolupament
La biologia evolutiva del desenvolupament és un camp de la biologia que compara els processos de desenvolupament de diferents animals i plantes per tal de determinar les relacions ancestrals entre organismes i com evolucionaren els processos de desenvolupament. Estudia l'origen i evolució del desenvolupament embrionari; com les modificacions del desenvolupament i els processos del desenvolupament porten a la creació de noves característiques; el paper de la plasticitat del desenvolupament en l'evolució; l'impacte de l'ecologia sobre el desenvolupament i el canvi evolutiu; i la base del desenvolupament de les homoplàsies i les homologies.
Tot i que l'interès en la relació entre l'ontogènesi i la filogènia es remunta al segle xix, el camp actual de la biologia evolutiva del desenvolupament ha guanyat empenta amb el descobriment dels gens reguladors del desenvolupament embrionari en organismes models. Les hipòtesis generals romanen difícils de posar a prova a causa de la gran varietat de formes dels organismes. Tanmateix, ara sembla que de la mateixa manera que l'evolució tendeix a crear nous gens a partir de fragments de gens vells (economia molecular), la biologia evolutiva del desenvolupament demostra que l'evolució altera processos del desenvolupament (gens i xarxes de gens) per crear noves estructures a partir de les xarxes de gens antigues (com ara la desviació d'estructures òssies de la mandíbula per a formar els ossicles de l'orella mitjana) o conserva (economia molecular) una estructura similar en una plèiade d'organismes, com ara els gens desenvolupadors dels ulls en mol·luscs, insectes i vertebrats. Inicialment, el més gran interès s'ha centrat en les proves macroevolutives d'homologies en els mecanismes cel·lulars i moleculars que regulen la morfologia corporal i el desenvolupament dels òrgans. Tanmateix, els mètodes més moderns inclouen la microevolució i els canvis en el desenvolupament relacionats amb l'especiació.